# Oliverio Girondo

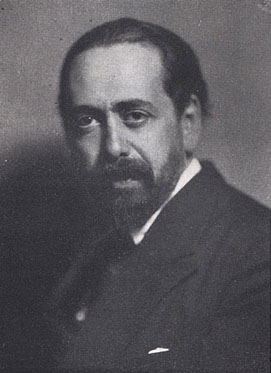
Oliverio Girondo.

Oliverio Girondo, född 17 augusti 1891 i Buenos Aires, död 24 januari 1967, var en argentinsk poet. Han är känd för sina bidrag till tidskrifter, som bidrog till ultraismens framväxt i Argentina, en rörelse som hade bland andra Jorge Luis Borges som ledarfigurer. Hans dikter har beskrivits som humoristiska, ironiska och färgrika, en hyllning till det kosmopolitiska och urbana – men också en kritik av det.